# 阿夫扎尔·塔希尔
穆罕穆德·阿夫扎尔·塔希尔（羅馬化：Muhammad Afzal Tahir，1949年1月4日—） ，是一名巴基斯坦军官、作家和军事历史学家，目前在巴基斯坦海军的海军战争学院任教。
达希海军上将从2005年10月7日起担任巴基斯坦海军的参谋长，直至2008年10月7日退役。在2005年宣布这一四星级任命后，他接替了海军中将莫哈末·哈龙，后者继续在他手下担任巴基斯坦海军副总参谋长，并于2008年10月由新任命的海军上将努曼·巴希爾接替。